# Kromhals
De kromhals (Anchusa arvensis, synoniem: Lycopsis arvensis) is een eenjarige, kruidachtige plant uit de ruwbladigenfamilie (Boraginaceae). De soort dankt haar Nederlandse naam aan de gebogen bloembuis. De soort staat op de Nederlandse Rode lijst van planten als algemeen voorkomend en stabiel of toegenomen. Het aantal chromosomen is 2n = 48.
De 15–60 cm hoge plant heeft 3–8 cm lange lancetvormige, bladeren, die stevig behaard zijn met korte witte haren. De lichtblauwe, slechts 0,5 cm grote bloemen hebben een gebogen bloembuis. De kelk is vijfslippig. De bloeiperiode loopt van mei tot de herfst. De vrucht is een vierdelige, 3,5 mm lange en 2,5 mm brede splitvrucht. De onopvallend gekleurde deelvrucht bevat een mierenbroodje. De zaden kunnen gemakkelijk vijf meer jaar hun kiemkracht behouden.
De plant groeit voornamelijk op droge, zonnige standplaatsen. In Nederland vinden we de plant dan ook in de duinen, in Noord-Brabant en in Gelderland op leemhoudende grond. Ze is hier redelijk algemeen.
Ook in België wordt de soort als inheems beschouwd. Het verspreidingsgebied beslaat grote delen van Europa. In Noord-Amerika is de soort geïntroduceerd.
Vanwege haar kromme bloembuis hebben langtongige insecten een voordeel bij het bevliegen. Ze wordt dan ook bevlogen door hommels. Ook de kleine wolbij (Anthidium punctatum) bevliegt de plant.
In het Duits wordt ze 'Acker-Krummhals' genoemd, in het Engels 'annual bugloss' en in het Frans 'buglosse des champs'.

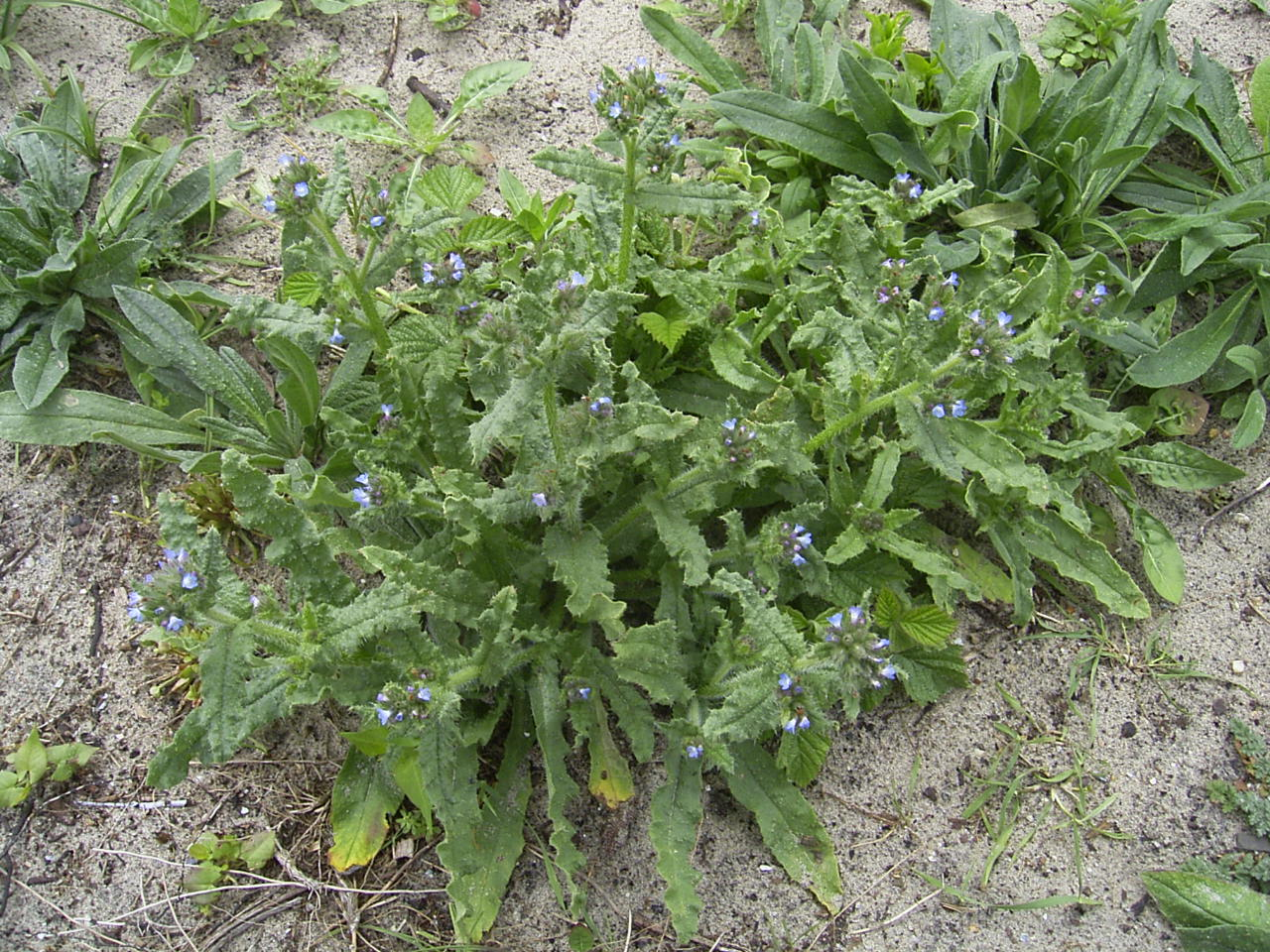
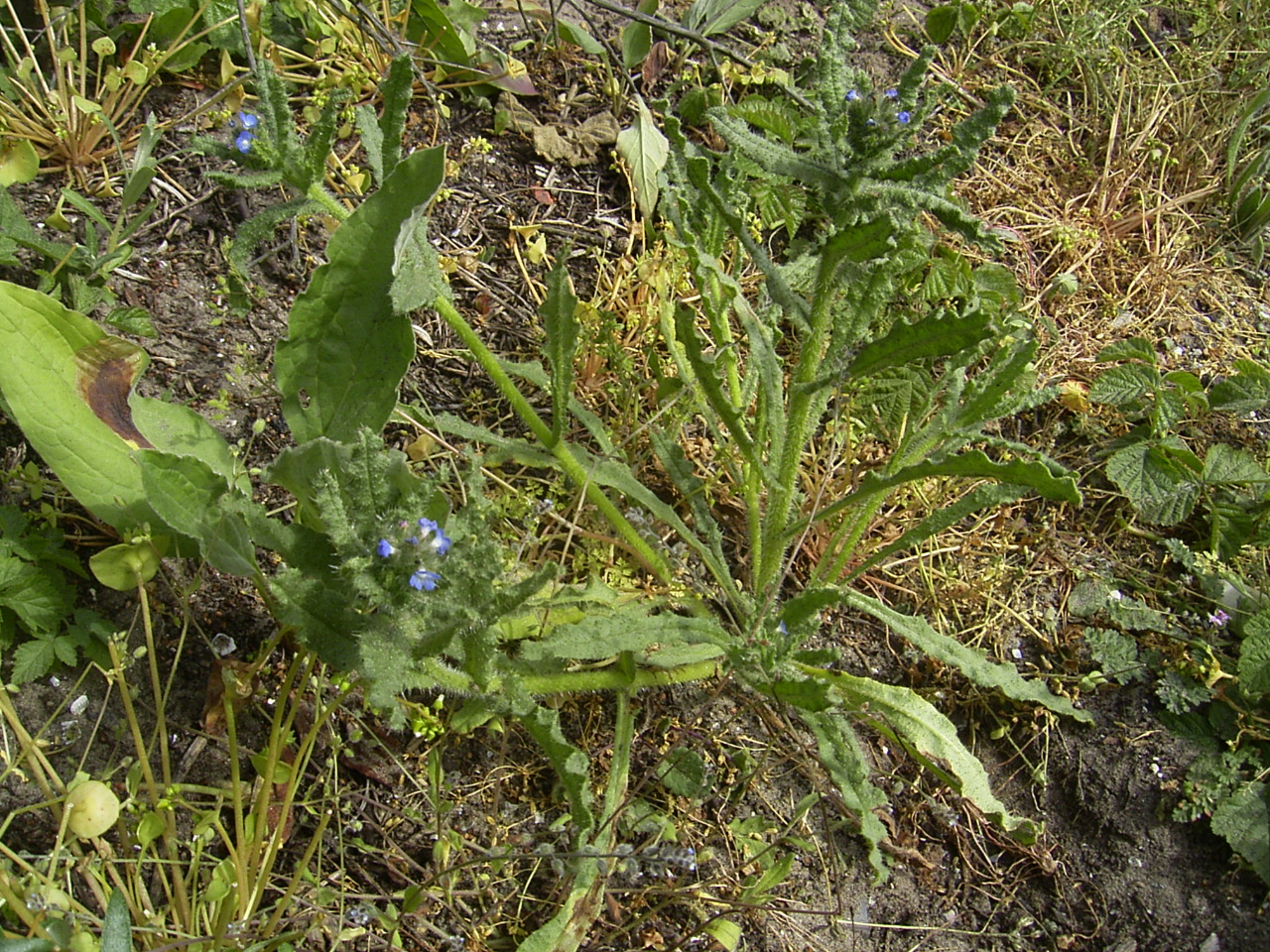
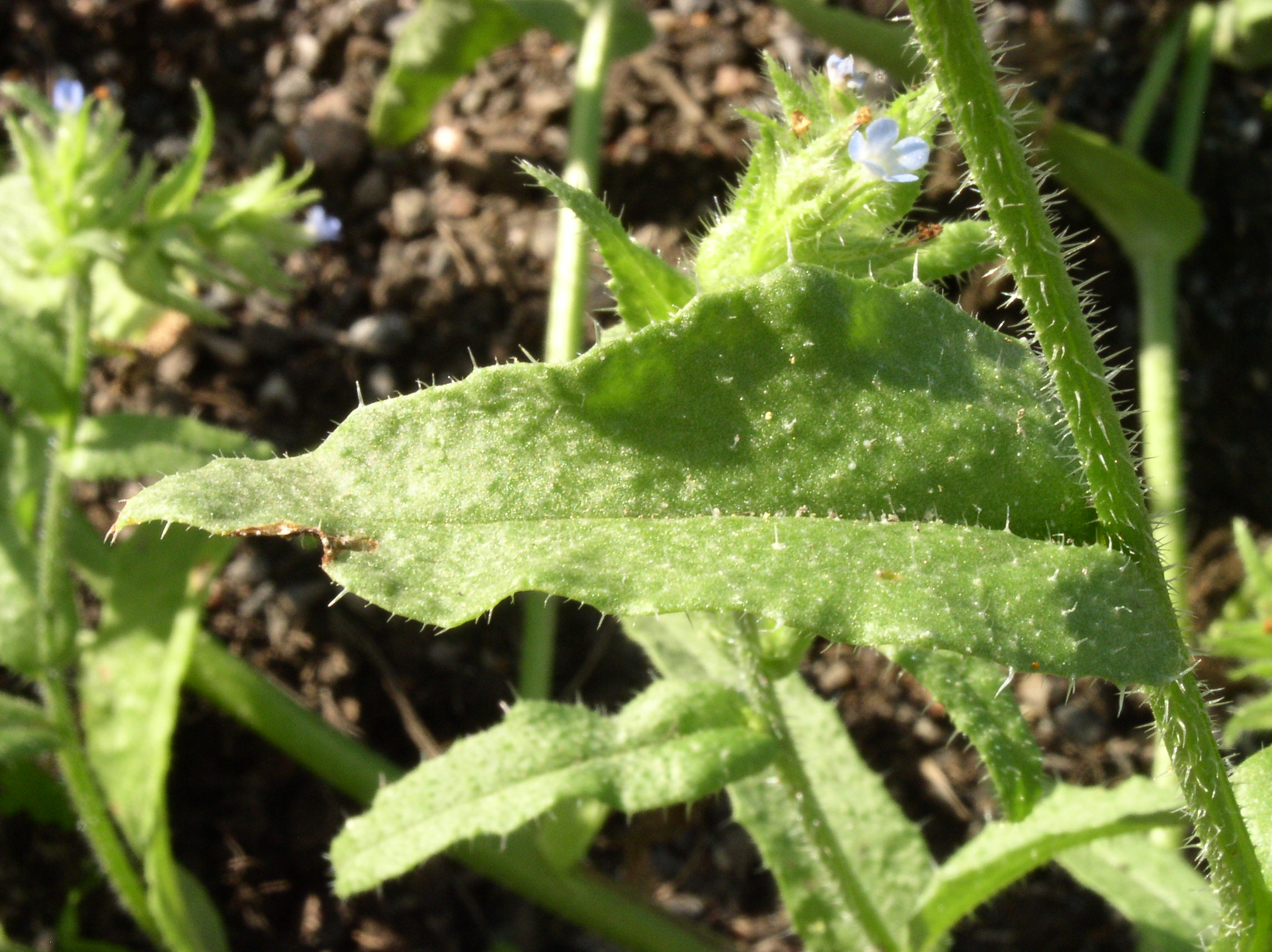
Blad
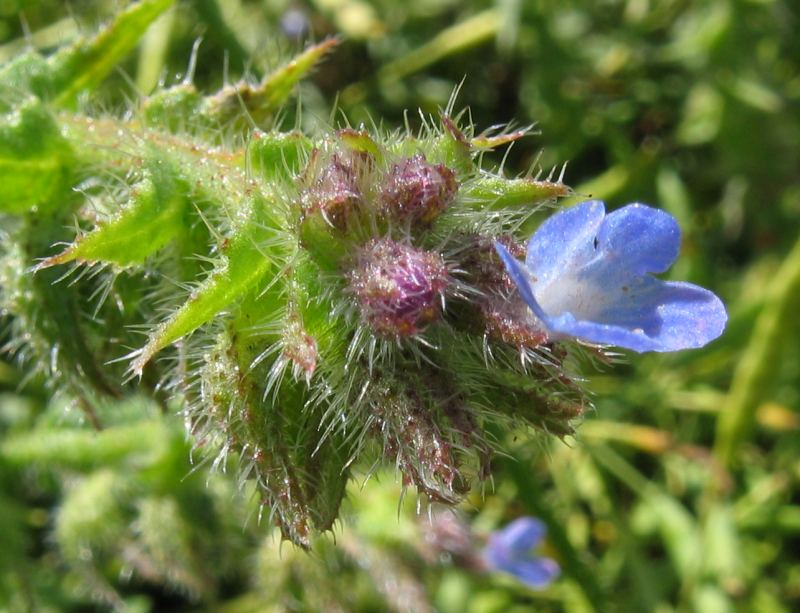
Bloemen en knoppen
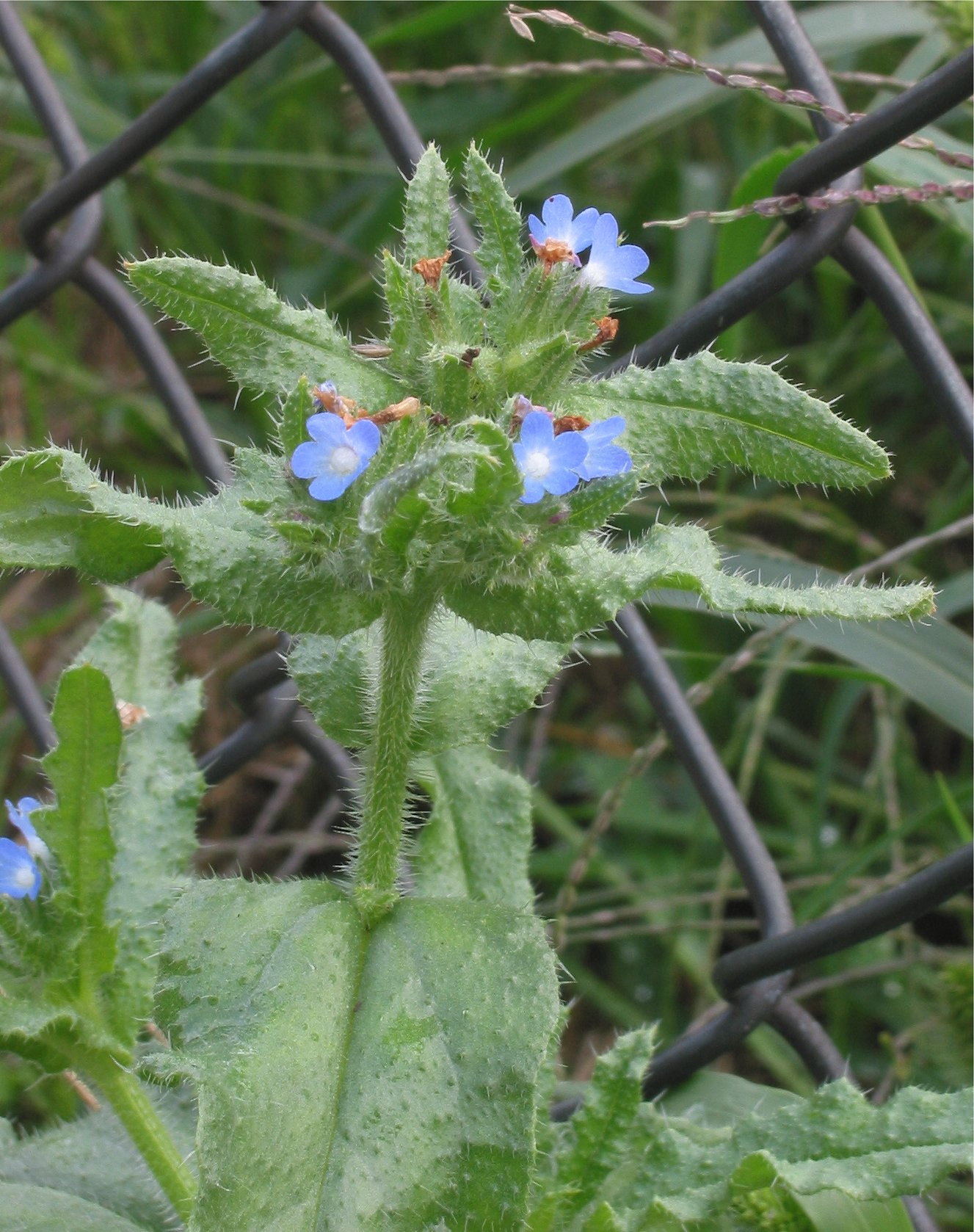
Bloeiwijze
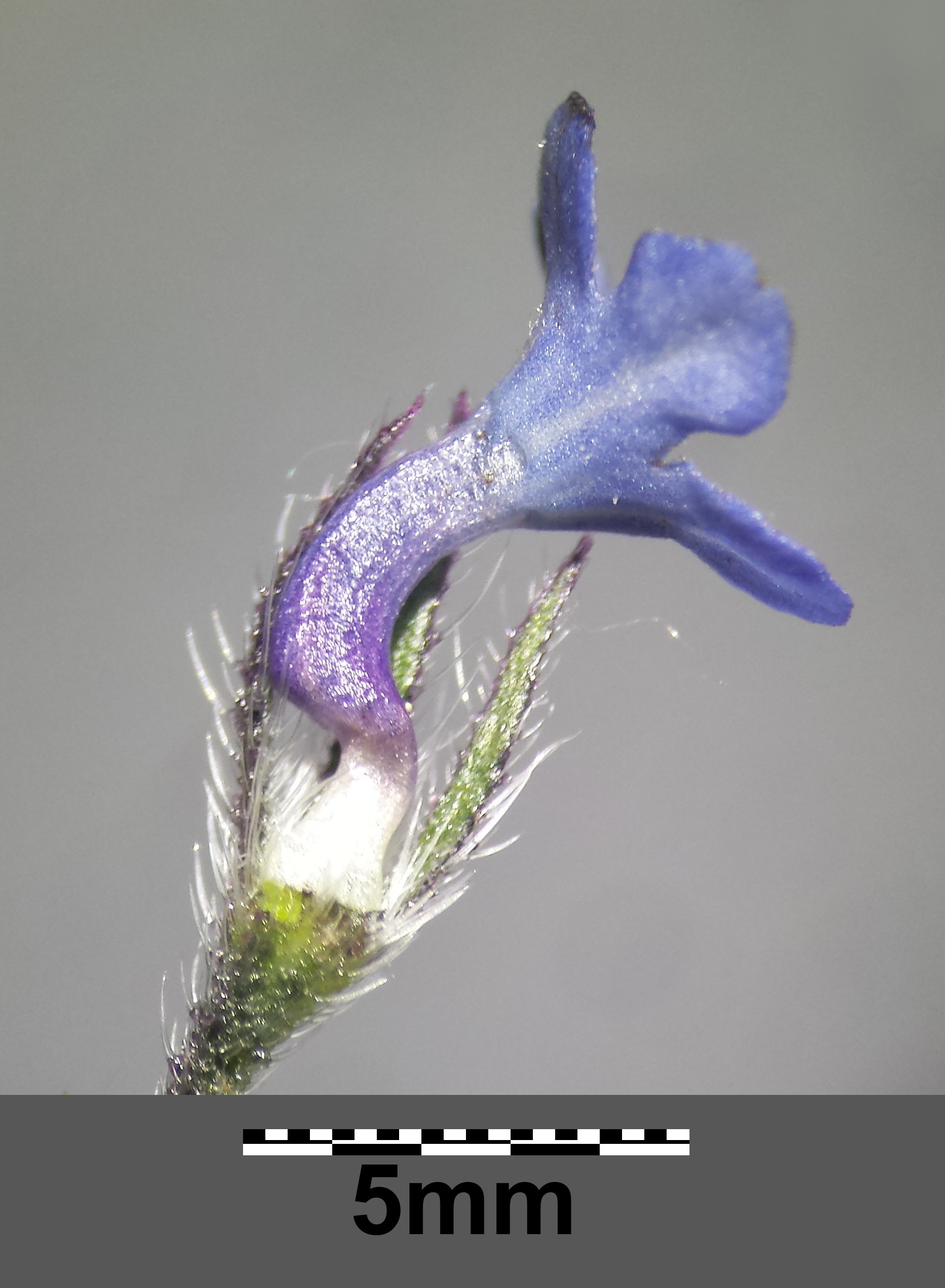
Bloem
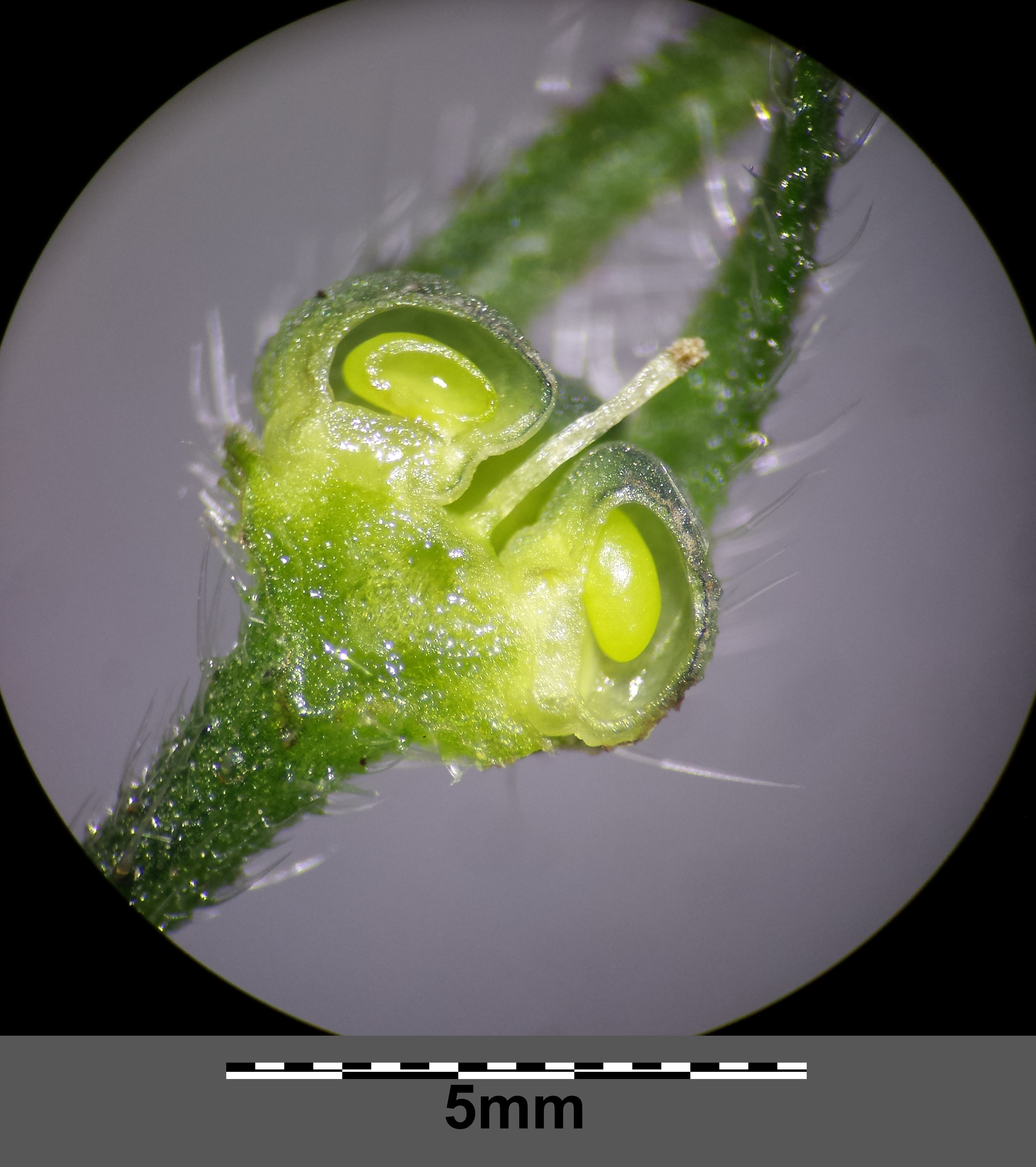
Jonge vrucht
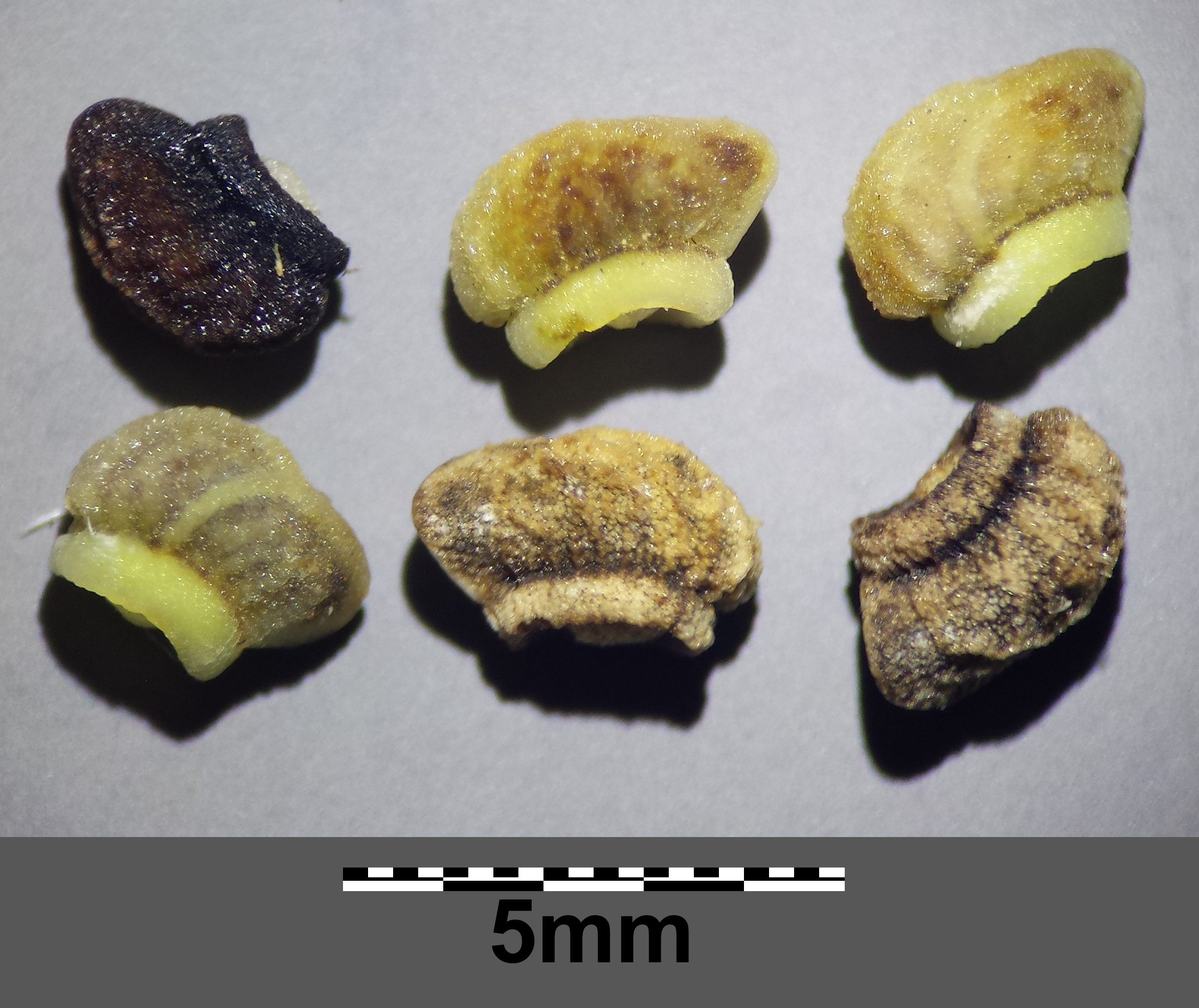
Vruchten